# Ал-Камп
Ал-Камп — район (кумарка) Каталонії (кат. Alt Camp). Столиця району — м. Бальш (кат. Valls).

## Демографічні дані
| 1497 f | 1515 f | 1553 f | 1717  | 1787   | 1857   | 1877   | 1887   | 1900   | 1910   |
| ------ | ------ | ------ | ----- | ------ | ------ | ------ | ------ | ------ | ------ |
| 897    | 1.003  | 1.682  | 9.384 | 25.461 | 38.507 | 36.989 | 37.917 | 33.769 | 33.117 |

| 1920   | 1930   | 1940   | 1950   | 1960   | 1970   | 1981   | 1990   | 1992   | 1994   |
| ------ | ------ | ------ | ------ | ------ | ------ | ------ | ------ | ------ | ------ |
| 31.601 | 30.368 | 28.492 | 28.475 | 27.314 | 29.573 | 32.522 | 34.526 | 34.012 | 34.491 |

| 1996   | 1998   | 2000   | 2002   | 2004   | 2006   | 2008   | 2010   | 2012   | 2014 |
| ------ | ------ | ------ | ------ | ------ | ------ | ------ | ------ | ------ | ---- |
| 34.403 | 34.546 | 35.443 | 36.639 | 38.824 | 41.081 | 44.178 | 45.326 | 45.299 | -    |

## Муніципалітети

Муніципалітети району Ал-Камп

Населення муніципалітетів у 2001 р.
- Айгуамурсіа (кат. Aiguamúrcia) — населення 648 осіб
- Ал-Міла (кат. El Milà) — населення 162 особи
- Ал-Пла-да-Санта-Марія (кат. El Pla de Santa Maria) — населення 1669 осіб
- Ал-Понт-д'Армантера (кат. El Pont d'Armentera) — населення 527 осіб
- Ал-Роурель (кат. El Rourell) — населення 256 осіб
- Аліо (кат. Alió) — населення 375 осіб
- Алкубе (кат. Alcover) — населення 3966 осіб
- Алс-Ґарідельш (кат. Els Garidells) — населення 175 осіб
- Бальмоль (кат. Vallmoll) — населення 1292 особи
- Бальш (кат. Valls) — населення 20,232 особи
- Білабеля (кат. Vilabella) — населення 787 осіб
- Біла-рудона (кат. Vila-rodona) — населення 1001 особа
- Брафім (кат. Bràfim) — населення 581 особа
- Кабра-дал-Камп (кат. Cabra del Camp) — населення 682 осіб
- Карол (кат. Querol) — населення 320 осіб
- Ла-Мазо (кат. La Masó) — населення 280 осіб
- Ла-Ріба (кат. La Riba) — населення 681 особа
- Мон-рал (кат. Mont-ral) — населення 154 особи
- Монферрі (кат. Montferri) — населення 159 осіб
- Нуляс (кат. Nulles) — населення 359 осіб
- Пучпалат (кат. Puigpelat) — населення 634 особи
- Рудунья (кат. Rodonyà) — населення 443 особи
- Фігарола-дал-Камп (кат. Figuerola del Camp) — населення 287 осіб